# داء أكوريري
مرض أكوريري يُسمى أيضًا داء أيسلندا أو الوهن العصبي العضلي الوبائي هو الاسم المستخدم لتفشي ما يُعرف الآن باسم التهاب الدماغ والنخاع الشوكي/متلازمة التعب المزمن في أيسلندا. انتشر مرض ذو أعراض مشابهة لأعراض شلل الأطفال في مدينة أكوريري في شمال أيسلندا في شتاء عامي 1948-1949. كان مركز انتشار الوباء في المدرسة الداخلية الثانوية الرئيسية. وكانت الأعراض السائدة هي التعب والإرهاق. منذ تفشي المرض، كان يُعتقد في كثير من الأحيان أن المصابين يعانون من اضطراب نفسي مثل الهستيريا.
تم تشخيص المرض لأول مرة على أنه شلل الأطفال وتم الإبلاغ عن أول حالة في 25 سبتمبر 1948 في مدينة أكوريري. وخلال الأسبوعين الثالث والرابع من شهر نوفمبر، بدا ظهور الوباء مختلف بشكل واضح عن أوبئة شلل الأطفال. استمر الوباء لأكثر من 3 أشهر، وبلغ العدد الإجمالي للحالات المبلغ عنها 488 حالة 
ظهر هذا المرض، في العقود التالية في لويزفيل في كنتاكي؛ وويليامزتاون وبيتسفيلد في ماساتشوستس؛ وسيوارد في ألاسكا؛ ودالستون في إنجلترا؛ وفي سبعينيات القرن العشرين في قاعدة لاكلاند الجوية في تكساس. 